# کیت برچ
کیت برچ (انگلیسی: Keith Burch; ۳۱ مهٔ ۱۹۳۱ – ۲۷ مارس ۲۰۱۳) فرد نظامی اهل بریتانیا بود. وی همچنین برندهٔ جوایزی نشان حمام و نشان امپراتوری بریتانیا شده‌است.
او افسر ارشد ارتش بریتانیا بود. آگهی ترحیم او در روزنامه تایمز، او را به عنوان «سربازی که با اراده‌ای راسخ و مصمم در هنگ کنگ، عدن، قبرس و آلمان فرماندهی می‌کرد» توصیف کرد.